# Agra dable
Agra dable es una especie de escarabajos carábidos. El holotipo fue recolectado en Costa Rica y descrito científicamente por primera vez en 2002.

## Descripción
Agra dable mide entre 14,5 y 18,0 mm de longitud y entre 4,28 y 4,70 mm de ancho. Son de color negro y brillantes, con las puntas de las mandíbulas rojas. Son muy similares a Agra solisi.

## Etimología
Terry L. Erwin, quien describió la especie, explicó que el epíteto específico de la nomenclatura binominal es dable porque "dable", es parte de la palabra en español agradable, que significa "complacencia".
Otras especies en el género Agra nombradas por Erwin incluyen Agra liv, que lleva el nombre de Liv Tyler, y Agra schwarzeneggeri, que lleva el nombre de Arnold Schwarzenegger.